# Louis de la Salle
Louis de la Salle, né le 10 février 1872 dans 8e arrondissement de Paris et mort pour la France à Souain-Perthes-lès-Hurlus dans le département de la Marne le 7 octobre 1915, est un poète et écrivain français du XXe siècle. Son nom est inscrit au Panthéon parmi les 560 écrivains morts au combat pendant la Première Guerre mondiale.

## Biographie
Louis Georges Séguin de la Salle, né le 10 février 1872 au no 4 de l'avenue de Messine à Paris, est le fils de Georges Augustin Aicard Séguin de la Salle (1830-1893), receveur des finances, et de Louise Marie Amélie Valais (1847-1883). 
Fils d'une famille de la haute bourgeoisie originaire de la Martinique, il est dans sa jeunesse le compagnon de jeux de Marcel Proust, Jean de Tinan, Robert Dreyfus et Paul Leclerc. Avec eux, il étudie au lycée Condorcet et fait partie du cercle fondateur de la revue littéraire Le Banquet qui parait de 1892 à 1893. À 20 ans, il se passionne pour la poésie et fréquente un temps Charles Maurras. 
Il semble très lié à Marcel Proust entre 1893 et 1895, et collabore avec celui-ci, Fernand Gregh et Daniel Halévy à un roman épistolaire collectif (inachevé). De 1893 à 1894, il ne fait qu'une année de service militaire du fait de sa situation d'ainé d'orphelin au 4e régiment d'infanterie à la caserne de Reuilly,. Il fréquente le salon de Madame Bulteau, qu'il surnomme « Toche » et correspond régulièrement avec elle, notamment pendant ses périodes d'exercice militaire dans la réserve. D'abord assidu à ces périodes militaires, il est nommé sergent en 1896 puis sous-lieutenant de réserve en 1898, mais démissionne en 1903. 
De 1898 à 1905, il fréquente assidument le café Weber, rue Royale, avec Henry de Bruchard, Jean de Tinan, Marcel Proust, André Lebey, Claude Debussy, Paul-Jean Toulet et le milieu de La Revue Blanche. 
Il épouse Marie Alice Madeleine Harty de Pierrebourg (1878-1963) le 25 avril 1899 à la mairie du 16e arrondissement de Paris. Celle-ci est la fille de la romancière et biographe Claude Ferval. 
On lui prête une courte liaison avec Misia Natanson qui anime chez elle un salon littéraire avec les membres de La Revue Blanche. Son mariage est un échec et le couple divorce en janvier 1905. Son roman Le Réactionnaire, publié en 1908, traite du thème du divorce avec celui d'un jeune couple dont le mariage est brisé par une belle-mère insupportable. Doté selon Paul-Jean Toulet, d'un talent d'observateur qualifié de « maladie de l'observation », il écrit également d'acides épigrammes.  
En août 1914, sur sa demande il est réintégré dans son rang de sous-lieutenant au 2e régiment de marche de la Légion étrangère. En mai 1915, il passe au 1er régiment étranger. Nommé lieutenant en janvier 1915, il prend part à la bataille de Champagne et est tué lors de l'attaque du Bois Sabot le 7 octobre 1915 au nord-ouest de Souain,,.  
La citation qui accompagne sa distinction dans l'ordre de la Légion d'honneur en précise les circonstances : « brillant officier. Après s'être, fait remarquer au cours de l'attaque du 28 septembre 1915 par son courage et son sang-froid, est tombé à la tête de sa section, le 7 octobre 1915, devant Souain ».

## Œuvres principales
- Le Joueur de songes, poésies, 1895
- Impressions de voyage et autres, poésies, 1906
- Le Réactionnaire, roman, 1908
- Les Vaines images, poésies, 1911

## Distinctions
- Chevalier de la Légion d'honneur, à titre posthume, Journal officiel du 10 mai 1922[17]
- Croix de guerre 1914–1918, palme de bronze[1]

## Hommages
- Le nom de Louis de la Salle est inscrit au Panthéon dans la liste des 560 écrivains morts pour la France[18].
- Son nom figure dans sur la plaque commémorative du monument aux morts de la Légion étrangère à Puyloubier, de la mairie du 7e arrondissement de Paris, sur le monument aux Parisiens morts pendant la Première Guerre.